# Finlands resebyrå
Finlands resebyrå Ab var en finländsk resebyrå. Resebyrån grundades 1909 och tillhörde Finnairkoncernen. Den hade 24 resekontor och fyra center för affärsresor i Finland. År 2007 uppgick Finlands Resebyrås försäljning till 293 miljoner euro. Samma år hade företaget 457 anställda. År 2017 var bolagets omsättning cirka 18.,1 miljoner euro och antalet anställda var 185.
Finlands resebyrå och Resebyrå Area fusionerades år 2013 och bildade en ny resebyrå som heter SMT. SMT såldes till American Express Global Business Travel år 2016.
Estravel, den största resebyrån i Baltikum, var ett dotterbolag till Finlands Resebyrå. Estravel såldes till Estlands år 2016.